# Из времени во время
«Из времени во время» (англ. From Time to Time) — приключенческий телефильм 2009 года, режиссёром которого выступил Джулиан Феллоуз. Адаптация романа детской писательницы Люси М. Бостон.

## Сюжет
Разгар Второй мировой войны. Тринадцатилетний Толли приезжает в имение к бабушке. Вместе они ждут новостей о пропавшем без вести отце. Вскоре мальчик начинает видеть призраков людей, живших здесь два столетия назад, и даже вмешиваться в события их времени. Юный наследник отправляется в прошлое, по пути разгадывая тайны дома…

## Актёрский состав
| В ролях          |  | Персонаж                     |
| ---------------- |  | ---------------------------- |
| Мэгги Смит       |  | бабушка Толли, миссис Олдноу |
| Алекс Этель      |  | Толли                        |
| Тимоти Сполл     |  | Боггис                       |
| Полин Коллинз    |  | миссис Твидли                |
| Кэрис ван Хаутен |  | Мария Олдноу                 |
| Хью Бонневилль   |  | капитан Олдноу               |
| Элиза Беннетт    |  | Сюзан                        |
| Дуглас Бут       |  | Сефтон                       |
| Доминик Уэст     |  | Кэкстон                      |
| Гарриет Уолтер   |  | леди Грешэм                  |